# Grand Prix Wielkiej Brytanii 1926

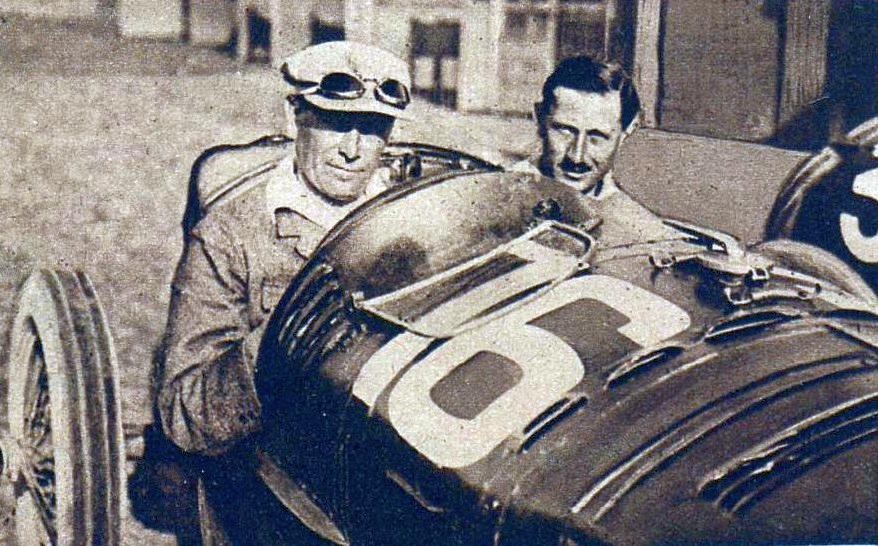
Louis Wagner i Robert Sénéchal podczas Grand Prix Wielkiej Brytanii 1926

Grand Prix Wielkiej Brytanii 1926 (oryg. I Royal Automobile Club Grand Prix) – jeden z wyścigów Grand Prix rozegranych w 1926 oraz czwarta eliminacja Mistrzostw Świata Konstruktorów AIACR.

## Lista startowa
Na niebiesko zaznaczono kierowców, którzy nie byli zgłoszeni (lub byli kierowcami rezerwowymi), lecz współdzielili samochód w czasie wyścigu.
| Nr | Kierowca         | Zespół | Samochód        | Silnik |   |
| -- | ---------------- | ------ | --------------- | ------ | - |
| 1  | Albert Divo      |        | Talbot 700      |        | ? |
| 2  | Robert Benoist   |        | Delage 155B     |        | ? |
| 2  | André Dubonnet   |        | Delage 155B     |        | ? |
| 3  | George Eyston    |        | Aston Martin GP |        | ? |
| 5  | Frank Halford    |        | Halford         |        | ? |
| 6  | Jules Moriceau   |        | Talbot 700      |        | ? |
| 7  | Malcolm Campbell |        | Bugatti 39A     |        | ? |
| 9  | Henry Segrave    |        | Talbot 700      |        | ? |
| 10 | Louis Wagner     |        | Delage 155B     |        | ? |
| 14 | Robert Sénéchal  |        | Delage 155B     |        | ? |
| 14 | Louis Wagner     |        | Delage 155B     |        | ? |
| Nr | Kierowca         | Zespół | Samochód        | Silnik |   |

## Wyniki

### Wyścig
Źródło: formula1results.co.za
| 1                 |    | 14       | Robert Sénéchal Louis Wagner  | Delage       | 110           | 4:00:56     | Samochód współdzielony |
| 2                 |    | 7        | Malcolm Campbell              | Bugatti      | 110           | +9:48       |                        |
| 3                 |    | 2        | Robert Benoist André Dubonnet | Delage       | 110           | +17:12      | Samochód współdzielony |
| Niesklasyfikowani |    |          |                               |              |               |             |                        |
|                   |    | 1        | Albert Divo                   | Talbot       | 83            | Doładowanie |                        |
|                   |    | 5        | Frank Halford                 | Halford      | 82            | Wał         |                        |
|                   |    | 9        | Henry Segrave                 | Talbot       | 60            | Doładowanie |                        |
|                   |    | 3        | George Eyston                 | Aston Martin | 45            | Uszczelka   |                        |
|                   |    | 10       | Louis Wagner                  | Delage       | 6             | Silnik      |                        |
|                   |    | 6        | Jules Moriceau                | Talbot       | 0             | Przednia oś |                        |
| P                 | Nr | Kierowca | Konstruktor                   | Okr.         | Czas / Strata | Komentarz   |                        |

### Najszybsze okrążenie
Źródło: teamdan.com
| Nr | Kierowca      | Konstruktor | Czas   | Okr. |
| -- | ------------- | ----------- | ------ | ---- |
| 9  | Henry Segrave | Talbot      | 1:49,5 |      |